# یوهان فریدریش ویلهلم هربست
یوهان فریدریش ویلهلم هربست (انگلیسی: Johann Friedrich Wilhelm Herbst؛ ۱ نوامبر ۱۷۴۳ – ۵ نوامبر ۱۸۰۷) یک حشره‌شناس اهل آلمان بود.